# 유애사
유애사(遺愛祠)는 대한민국 전북특별자치도 정읍시에 있는, 충무공 이순신(1545∼1598)을 모신 사당이다. 1974년 9월 24일 전북특별자치도 기념물 제18호로 지정되었다.

## 개요
충무공 이순신(1545∼1598)을 모신 사당이다.
이순신은 선조 22년(1589) 2월에 이곳 정읍현감으로 부임했다가 2년 후 전라좌수사가 되자 이 지방 유림들이 이순신 장군을 추모하는 뜻에서 사당을 세우고 유애사라 하였다. 순조 24년(1824)에는 집의공 유희진을, 철종 5년(1854)에는 주부공 유춘필을 함께 모셨다.
고종 5년(1868) 서원철폐령으로 사당을 없애고 이곳에 비각과 비석을 세웠다. 비각을 세울 때 언덕에 단을 만들었으나 지금은 헐렸고 충무공 이순신·집의공 유희진·주부공 유춘필이라고 새긴 비석 3개를 충무공을 중심으로 나란히 세워 놓았다.
한 때 충렬사라고도 불리다가 다시 ‘유애사’로 고쳐 현재에 이른다.

## 같이 보기
- 이순신

## 참고 자료
- 유애사 - 국가유산청 국가유산포털